# Bulldog
Bulldog er en fællesbetegnelse for flere hunderacer. De er beskrevet under den pågældende hunderace.

## Bulldoggens oprindelse
Der er stadig diskussion om bulldoggens oprindelse, men der er general enighed om bulldoggens forfædrer var racen mastiff.
Det er fra den, at bulldog har en tætbygget krop og et bredt hoved. Betegnelsen bulldog optræder første gang i litteraturen i 1500. De historiske optegnelser viser, at Mastiff blev bragt til Europa, før de forskellige bulldogracer begyndte at vise sig. Det var i begyndelsen af det 13. århundrede, at bulldoggens funktion primært var at bekæmpe tyre. Det er grunden til hunderacens navn (bull=tyr, dog=hund). Racen bliver nævnt i forbindelse med Shakespeare i teaterstykket "Henrik 6." og i Ben Jonsons teaterstykke ”The Silent Woman” i 1609.
Der var længe afholdt kampe mellem tyr og bulldog, der var grusomme både for hunden og tyren. Det var i denne forbindelse at bulldogens underbid blev udviklet sammen med den korte næseryg. Bulldoggen kunne både fastholde sit ”bytte” og trække vejret under kampen.
Disse konkurrencer var populære i England i det 14. århundrede.
Der var også kampe med bjørne, aber, heste og løver 
Efter stor debat blev tyrekampene forbudt i England 1802, mens kampene mod bjørnene blev forbudt i 1835. Til trods for forbuddet foregik disse kampe indtil 1853. 
Efter forbuddene faldt avlen af bulldog naturligvis. Der var dog nogle opdrættere, som fortsatte avlsarbejdet med andre typer hunde. I midten af 1800-tallet blev racen Mops indkrydset i nogle af linjerne, hvorved højden og vægten generelt blev mindre. Også terrier blev brugt i avlen for at forbedre bulldoggens adræthed. Desuden blev den spanske bulldog anvendt for at tilføre racen mere styrke. F. Adcock benyttede den store hunderace toro.
Nogle blev sendt til andre kontinenter, primært i Nordamerika. Nu kunne opdrættere skabe korte, tætbygget hunde, der voksede i popularitet som kæledyr.

## Racer inden for bulldog

### Amerikansk bulldog
Amerikansk bulldog er den største. Der er to typer amerikansk bulldog: Johnson typen og Scott typen. De er opkaldt efter John D. Johnson og Allen Scott, som har udviklet dem. De er også kendt som Classic eller Bully type. Den amerikanske bulldog er forbudt i Danmark, se mere i artiklen 'Forbudte hunderacer'.

### Australsk bulldog
Australsk bulldog blev oprettet af australske avlere, der var utilfredse med bulldogracernes generelle sundhedstilstand .

### Engelsk bulldog
Engelsk bulldog er udviklet fra en hund til tyrejagt til en selskabshund. Kendetegn for racen er underbid, stort hovedet og bredde. I England kaldes den "Bulldog" og er Englands nationalrace.

### Fransk bulldog
Fransk bulldog er en hunderace med 'flagermuseøren' der var populær i arbejderklassen, men senere også blev populær i kongehusene, herunder det danske.

### Leavitt Bulldog
Leavitt Bulldog fremavlet bulldog fra 1970'erne, der i udseende minder om dem fra 1800-tallet, men har et mildere temperament og færre sygdomme.

### Old English Bulldog
Old English Bulldog er betegnelsen for den sporty udgave af den engelske bulldog, som blev brugt til tyrekampe i 1800-tallet. Racen uddøde, da tyrelegene blev forbudt. Senere er den blevet tilbageavlet af David Leavitt i 1970'erne (se Leavitt Bulldog). Han ønskede en sundere version af den gamle engelske bulldog og med et bedre sind. Racen består i dag af Engelsk bulldog, Amerikansk bulldog, Amerikansk pitbullterrier og Bullmastiff.

## Reference
1. ↑  Thomas, Chris (1995): Bulldogs today. Ringpress Books Ltd. ISBN 1-86054-005-8. Side 11
2. ↑  Ibid, side 15
3. ↑  Ibid, side 16
4. ↑  Ibid, side 19